# Deutsche Telekom
Deutsche Telekom AG – największe niemieckie przedsiębiorstwo telekomunikacyjne i zarazem największy operator telekomunikacyjny w Unii Europejskiej.
Wcześniej, telekomunikacyjne ramię państwowego monopolisty Deutsche Bundespost, podzielone na trzy części i sprywatyzowane w 1996 roku. W 2008 roku niemiecki rząd posiadał 15% akcji przedsiębiorstwa, a kolejne 17% pośrednio przez państwowy bank KfW.
Główna siedziba przedsiębiorstwa mieści się w Bonn.
Deutsche Telekom AG jest głównym sponsorem klubu piłkarskiego Bayern Monachium.

## Podmioty zależne
- Telekom Deutschland
- T-Systems(inne języki), świadcząca usługi dużym klientom biznesowym, w tym dział badań i rozwoju.
  - T-Systems Polska – spółka zależna z siedzibą w Polsce